# Batalla de Velbazhd
La batalla de Velbazhd (en búlgaro: битка при Велбъжд, romanizado: bitka pri Velbazhd; en serbio: Битка код Велбужда, romanizado: bitka kod Velbužda) es una batalla que tuvo lugar entre los ejércitos búlgaro y serbio el 28 de julio de 1330, cerca del pueblo de Velbazhd (actual Kyustendil).
El creciente poder del Reino de Serbia desde fines del siglo XIII suscitaba gran inquietud en las potencias tradicionales en los Balcanes Bulgaria y Bizancio, que acordaron una alianza contra Serbia en 1327. Tres años más tarde, el grueso de los ejércitos búlgaro y serbio se enfrentaron en Velbazhd, donde los búlgaros fueron tomados por sorpresa. La victoria de Serbia cambió la relación de fuerzas en los Balcanes en las próximas dos décadas. Los búlgaros no perdieron territorio después de la batalla, pero fueron incapaces de detener el avance serbio hacia Macedonia. Serbia logró conquistar Macedonia y algunas partes de Tesalia y Epiro, alcanzando su mayor extensión territorial como nunca. Su nuevo rey Esteban Dušan fue coronado emperador con la ayuda de Bulgaria en 1346.
Sin embargo, después de la muerte de Dušan en 1355, su imperio se desintegró al igual que Bulgaria después de la muerte de Iván Alejandro en 1371, y ambos Estados fueron destruidos posteriormente por los turcos otomanos.

## Orígenes del conflicto
Durante el reinado largo, pero sin éxito, del emperador Constantino Tij (1257-1277) el Imperio búlgaro perdió sus posesiones en el norte de Macedonia incluyendo Skopie, el original Estado feudal del emperador de los bizantinos. Ambos imperios se enfrentaban a graves problemas internos y externos, y desde 1280 los serbios empezaron a extender su reino al sur en el norte de Macedonia.

La situación en los Balcanes y Asia Menor c. 1265.

Durante la guerra interna en Bizancio (1320-1328), librada entre el viejo emperador Andrónico II Paleólogo y su ambicioso nieto Andrónico III Paleólogo, el rey de Serbia Esteban Uroš III (también conocido como Esteban Dečanski) apoyó activamente al viejo emperador y en el proceso conquistó algunos fuertes de menor importancia en Macedonia. Después en 1328, Andrónico III ganó y depuso a su abuelo. Serbia y Bizancio entraron en un período de malas relaciones, más cerca del estado de guerra no declarada. Por otro lado, el emperador búlgaro Miguel Shishman apoyó a su cuñado Andrónico III. Anteriormente, en 1324, se había divorciado y derrocó a su esposa y hermana de Esteban Ana Neda, casándose con Teodora, la hermana de Andrónico III. Durante ese tiempo los serbios capturaron algunas ciudades importantes, como Prosek y Prilep y hasta sitiaron Ohrid (1329).
Los dos imperios estaban preocupados seriamente por el rápido crecimiento de Serbia, y el 13 de mayo de 1327 acordaron un claro tratado de paz antiserbio. Después de otra reunión con Andrónico III en 1329, los gobernantes decidieron invadir a su enemigo común, por lo que Miguel Shishman se preparó para las operaciones militares conjuntas contra Serbia. Miguel Shishman deseaba recuperar las tierras búlgaras del noroeste y el suroeste que los serbios habían conquistado recientemente.  El plan incluía la eliminación completa de Serbia y su repartición entre Bulgaria y Bizancio.  Según algunos cronistas de Serbia, exigieron la sumisión del rey serbio y amenazaron con "establecer su trono en el centro de la tierra serbia".

## Preparativos
Ambas partes tuvieron que prepararse cuidadosamente. Miguel llamó a su aliado Basarab de Valaquia, que le envió una fuerte unidad, así como destacamentos de osetios y tártaros, un total de 3000 hombres.  El ejército de Miguel fue estimado por sus contemporáneos en unos 12 000 combatientes.  Esteban Uroš reforzó sus tropas con mercenarios españoles y alemanes (1000 soldados cada uno), los guerreros experimentados formaban una unidad de élite del ejército serbio que comprendía un total de 18 000 combatientes.

## Operaciones antes de la batalla
Según el plan, los búlgaros irían avanzando desde el este y los bizantinos desde el sur, para luego unir sus fuerzas en alguna parte en el norte de lo que hoy es Macedonia, pero su coordinación fue débil. En julio de 1330 Andrónico III invadió Macedonia, pero después de haber capturado Prilep y cinco fortalezas menores,. detuvo a su ejército y decidió esperar el resultado de la batalla decisiva entre búlgaros y serbios. El objetivo serbio era impedir la unión de los aliados y luchar en diferentes batallas. Temiendo un ataque en el valle del Morava por el camino de Niš, el rey serbio reunió a su ejército en el campo de Dobrich, en la confluencia del río Toplica con el Morava.

## Movimientos del ejército búlgaro

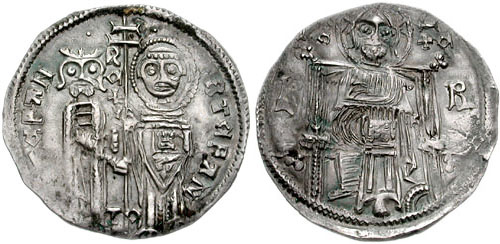
Una moneda de Stefan Decanski.

El 19 de julio,  el ejército búlgaro capitaneado por el mismísimo emperador partió de la capital Tarnovo, marcharon a través de la Quebrada Iskar y Sofía y entraron en la parte norte del valle de Struma.  Desde allí continuaron hacia Zemen y establecieron su campamento en el pueblo de Shishkovtsi.  Al día siguiente, el ejército llegó al importante castillo fronterizo cerca de la moderna aldea de Izvor. Desde allí se dividió en dos grupos: las principales fuerzas bajo Miguel Shishman avanzaron a través de la vertiente septentrional de la montaña Konyavska (a lo largo de la frontera entre Bulgaria y Bizancio) y se dirigieron hacia el desfiladero de Zemen. El contingente menor, que incluía los refuerzos del ejército, pasó por un camino más fácil, pero largo por la montaña y llegó hasta los pueblos de Konyavo y Dvorishte.
Otras fuerzas búlgaras, al mando del hermano del emperador Belaur, partieron desde su campamento en Vidin, pero no participaron en la batalla, lo cual fue una de las principales razones de la siguiente derrota. De acuerdo a algunos historiadores, estaban acantonados en una reserva en torno al castillo de Izvor,  mientras que otros piensan que llegaron demasiado tarde.

## Movimientos del ejército serbio
Desde su campamento en la confluencia entre los ríos Toplica y Morava, Esteban Decanski esperaba un ataque desde Vidin, al noreste.  Su propósito era interceptar un avance búlgaro al interior de su país.  Tras la noticia de la presencia búlgara en el valle de Struma, el rey marchó hacia el sur a lo largo del Morava búlgaro y el valle del río Pchinya hasta llegar a la aldea de Staro Nagoričane, donde se detuvo para rezar en un monasterio de la localidad. Después continuó hasta el Monasterio Ioakim Osogovski, donde oró de nuevo y avanzó por territorio búlgaro, cerca del río Kamenitsa en las proximidades de Velbazhd, donde su ejército acampó.

## La batalla y sus resultados

Movimientos de la batalla de Velbazhd.

La mayor parte de los dos ejércitos acamparon en las cercanías de Velbazhd, pero tanto Miguel Shishman como Esteban Decanski esperaban refuerzos, y el 24 de julio comenzaron las negociaciones que terminaron con la tregua de un día. Según algunos historiadores hubo un pequeño enfrentamiento entre los ejércitos cerca del pueblo de Kopilovtsi, en el que los serbios fueron rechazados, lo cual mostró al rey que sus fuerzas no eran suficientes para alcanzar el éxito. El emperador tenía otros problemas que habían influido en su decisión por la tregua: las unidades de intendencia del ejército aún no había llegado y los búlgaros estaban con escasez de alimentos. Sus tropas se dispersaron por todo el país y los pueblos cercanos en busca de provisiones. Mientras tanto, recibieron un refuerzo considerable dirigido por su hijo Stefan Dusan durante la noche (incluidos los mercenarios extranjeros). El rey serbio rompió su palabra y atacó primero el 28 de julio de 1330 y tomó al ejército búlgaro por sorpresa. Una unidad serbia bajo el mando de Decanski ocupó las alturas de Spasovitsa mientras, que otras tropas serbias, entre ellas mil mercenarios acorazados catalanes, encabezados por Esteban Dusan, penetraron en el valle del río Dragovishtitsa hacia el pueblo de Shishkovtsi. El combate más importante se libró entre el pueblo y las alturas de Spasovitsa en una localidad llamada Bozhuritsa.  Según una leyenda local, el nombre deriva de la flor bozhur (peonía), que creció de la sangre de los soldados búlgaros caídos.
Aunque tomado totalmente por sorpresa, Miguel Shishman intentó que su ejército conservara el orden, pero ya era demasiado tarde y las unidades búlgaras más numerosas fueron aplastadas. La lucha fue sangrienta, porque las fuerzas restantes búlgaras en el campo de batalla resistieron con rigidez y, según algunos cronistas, el río se enrojeció.  Ambos bandos sufrieron grandes bajas y el campamento búlgaro fue saqueado por los serbios. El emperador fue herido de gravedad, su caballo murió encima de él y fue capturado por los soldados enemigos que se acercaban. Fue llevado al campo serbio, donde probablemente murió de las heridas en el cuarto día de su cautiverio, el 31 de julio. Otras teorías sugieren que pereció en el campo de batalla o que fue asesinado por orden de Stefan Dusan. El cuerpo en descomposición del emperador Miguel fue llevado al rey Stefan y fue enterrado seguidamente en el monasterio de Staro Nagoričane (pueblo Staro Nagoričane, cerca de Kumanovo). En el lugar donde pasó su última noche rezando en su tienda de campaña, Stefan construyó una iglesia (aún existente hasta la fecha).
En el segundo día después de la batalla (30 de julio), los serbios avanzaron hacia la montaña Konyavska, pero les fue imposible lograr algún éxito, ya que más tropas búlgaras al mando del hermano de Miguel Belaur y el gobernador de Lovech Iván Alejandro se concentraron en torno al castillo de Izvor y bloquearon el camino hacia el interior del país. Cerca de Izvor Belaur se reunió con el rey Esteban Decanski y concluyeron la paz. Los búlgaros aceptaron como su gobernante al infante Iván Esteban, hijo de Miguel Shishman y de la hermana de Esteban Ana Neda. Hubo pequeños cambios territoriales a lo largo de la frontera actual de los dos países, pero después de la batalla Bulgaria no pudo impedir la invasión serbia de Macedonia.

## Desarrollos posteriores y consecuencias

Mapa de los Balcanes en 1355. Serbia y su expansión después de la batalla de Velbazhd.

Al escuchar la noticia de la muerte de su aliado, Andrónico decidió abandonar la guerra con Serbia y quiso sacar ventaja de la debilitada Bulgaria. Sin embargo, los búlgaros derrotaron en 1332 a los bizantinos en la batalla de Rusokastro y recuperaron muchos territorios en Tracia. El rey Stefan llegó a Macedonia y recuperó las ciudades que habían sido tomadas por los bizantinos al inicio de la campaña. Después de un exitoso final en la guerra, Esteban regresó a la construcción del monasterio de Visoki Dečani, su gran edificio en la región de Metohija, que otorgaba a muchos pueblos en una carta emitida al final del año.
A principios del año 1331, el joven rey Esteban Dusan se rebeló contra su padre, posiblemente en el curso de las nuevas medidas contra Bizancio. En marcado contraste con su piadoso padre, el juvenil Dušan era agresivo y fue apoyado por los nobles serbios que deseaban más hazañas después de la victoria en Velbazhd. Durante la rebelión (de enero a abril), los nobles búlgaros destronaron a Iván Esteban y pusieron en el trono a Iván Alejandro (1331-1371), primo de Miguel.
A la larga Velbazhd abrió un período de alrededor de 20 años en el que Serbia llegó a ser el país más fuerte en el sureste de Europa. La guerra con Bizancio era una cuestión abierta, y cuando Dusan logró después apoderarse del trono en 1331, atacó las posesiones bizantinas, tomándolas una por una. Bulgaria y Serbia mantuvieron relaciones amistosas y en 1346 Esteban Dusan fue coronado emperador con la ayuda de Iván Alejandro.